# Ridax Rapid
Ridax Rapid is een type fotopapier dat ontwikkeld werd door Gevaert in Oude God (Mortsel). Ridax Rapid is een zilverchloridepapier dat lichtgevoeliger was dan het klassieke Ridax-papier.

## Ontwikkeling
Met de bedoeling een gevoeliger Ridaxpapier  ter beschikking te stellen werd Ridax Rapid uitgewerkt. Vanaf 1933 werd van deze soort fotopapier ook een variant 'zonnig' voorzien.